# 레오 셔먼
레오 셔먼(Leo Scherman, 1975년 4월 2일 ~ )은 영국의 영화 감독, 배우, 각본가이다.

## 영화
- White Knuckles (2004년)
- 리빙 데스 (2006년)
- 네버 포겟 (2008년)
- 오버로드: 11구역 (2017년)[1]